# Спокен Вали (Вашингтон)
Спокен Вали (енгл. Spokane Valley) град је у америчкој савезној држави Вашингтон. По попису становништва из 2010. у њему је живело 89.755 становника.

## Демографија
Према попису становништва из 2010. у граду је живело 89.755 становника.
| Група             | 2000.  | 2010.          |
| Белци             | . (.%) | 79.467 (88,5%) |
| Афроамериканци    | . (.%) | 1.031 (1,1%)   |
| Азијати           | . (.%) | 1.552 (1,7%)   |
| Хиспаноамериканци | . (.%) | 4.130 (4,6%)   |
| Укупно            | .      | 89.755         |